# Hietaniemi församling
Hietaniemi församling var en församling i Luleå stift och i Övertorneå kommun i Norrbottens län. Församlingen uppgick 2006 i Övertorneå församling.

## Historik
Församlingen blev sannolikt redan under 1620-talet kapellförsamling underställd en moderförsamling i Matarengi (Övertorneå). En första kyrka på platsen uppfördes kort efter vårfloden 1617 som hade raserat den senmedeltida sockenkyrkan i Särkilax, i Kuivakangas ett par mil norrut. Den 28 oktober 1617 erhöll socknen 20 tunnor spannmål i kungligt stöd till uppförandet av den nya kyrkan. Stödet kvitterades av kyrkoherde Marcus Thomæ den 20 juli 1618. Sedan dess har det funnits en kyrka på denna plats. Till följd av freden i Fredrikshamn 1809 delades Hietaniemi församling i en svensk del på västra sidan om Torne älv, och en rysk del på den östra sidan. Kyrkan som låg på västra sidan om älven blev kvar i Sverige. Hietaniemi församling överlät en kyrkklocka till den östra församlingsdelen som nu fick bygga en ny kyrka. 1 januari 2006 återuppgick församlingen i Övertorneå församling. Den 31 december 2004 hade församlingen 831 invånare, varav 443 män och 388 kvinnor.
De två församlingarna Övertorneå och Svanstein bildade 1 januari 1962 en kyrklig samfällighet, benämnd Övertorneå och Svansteins kyrkliga samfällighet. 1 januari 1992 utökades denna med Hietaniemi församling, och samfälligheten fick samtidigt namnet Övertorneå kyrkliga samfällighet.

### Pastorat
På 1880-talet var Hietaniemi ett konsistoriellt pastorat av tredje klassen. Pastorats uppdelning på klasser upphörde genom lagen angående tillsättning av präster den 26 oktober 1883 och systemet med konsistoriella pastorat avskaffades genom 1910 års prästvallag. 
- 1617 till 1655: Annexförsamling i pastoratet Övertorneå och Hietaniemi.[7]
- 1655 till 1725: Annexförsamling i pastoratet Övertorneå, Hietaniemi och Kengis bruksförsamling.[7]
- 1725 till 1788: Annexförsamling i pastoratet Övertorneå, Hietaniemi, Kengis bruksförsamling och Pajala.[7]
- 1788 till 1812: Annexförsamling i pastoratet Övertorneå, Hietaniemi, Kengis bruksförsamling, Kolari, Muonioniska och Pajala.[7]
- 1812 till 1837: Annexförsamling i pastoratet Övertorneå, Hietaniemi, Pajala och Kengis bruk.[7]
- 1837 till 1842: Annexförsamling i pastoratet Övertorneå, Hietaniemi och Pajala.[7]
- 1842 till 20 juni 1856: Annexförsamling i pastoratet Övertorneå och Hietaniemi.[7]
- 20 juni 1856 till 1878: Annexförsamling i pastoratet Övertorneå, Hietaniemi och Korpilombolo.[7]
- 1878 till 1 januari 2002: Eget pastorat.[7][8]
- 1 januari 2002 till 1 januari 2006: Annexförsamling i pastoratet Övertorneå och Hietaniemi.

## Befolkningsutveckling
| Befolkningsutvecklingen i Hietaniemi församling 1805–2000                                        | Befolkningsutvecklingen i Hietaniemi församling 1805–2000 | Befolkningsutvecklingen i Hietaniemi församling 1805–2000 | Befolkningsutvecklingen i Hietaniemi församling 1805–2000 | Befolkningsutvecklingen i Hietaniemi församling 1805–2000 |
| ------------------------------------------------------------------------------------------------ | --------------------------------------------------------- | --------------------------------------------------------- | --------------------------------------------------------- | --------------------------------------------------------- |
|                                                                                                  |                                                           |                                                           |                                                           |                                                           |
| År                                                                                               |                                                           |                                                           | Folkmängd                                                 |                                                           |
| 1805                                                                                             | 1805                                                      |                                                           | 1 162                                                     |                                                           |
| 1810                                                                                             | 1810                                                      |                                                           | 1 116                                                     |                                                           |
| 1820                                                                                             | 1820                                                      |                                                           | 1 300                                                     |                                                           |
| 1830                                                                                             | 1830                                                      |                                                           | 1 487                                                     |                                                           |
| 1840                                                                                             | 1840                                                      |                                                           | 1 443                                                     |                                                           |
| 1850                                                                                             | 1850                                                      |                                                           | 1 724                                                     |                                                           |
| 1860                                                                                             | 1860                                                      |                                                           | 1 796                                                     |                                                           |
| 1870                                                                                             | 1870                                                      |                                                           | 1 837                                                     |                                                           |
| 1880                                                                                             | 1880                                                      |                                                           | 1 998                                                     |                                                           |
| 1890                                                                                             | 1890                                                      |                                                           | 1 946                                                     |                                                           |
| 1900                                                                                             | 1900                                                      |                                                           | 1 968                                                     |                                                           |
| 1910                                                                                             | 1910                                                      |                                                           | 2 150                                                     |                                                           |
| 1920                                                                                             | 1920                                                      |                                                           | 2 437                                                     |                                                           |
| 1930                                                                                             | 1930                                                      |                                                           | 2 489                                                     |                                                           |
| 1940                                                                                             | 1940                                                      |                                                           | 2 648                                                     |                                                           |
| 1950                                                                                             | 1950                                                      |                                                           | 2 657                                                     |                                                           |
| 1955                                                                                             | 1955                                                      |                                                           | 2 644                                                     |                                                           |
| 1960                                                                                             | 1960                                                      |                                                           | 2 438                                                     |                                                           |
| 1965                                                                                             | 1965                                                      |                                                           | 2 136                                                     |                                                           |
| 1970                                                                                             | 1970                                                      |                                                           | 1 702                                                     |                                                           |
| 1975                                                                                             | 1975                                                      |                                                           | 1 459                                                     |                                                           |
| 1980                                                                                             | 1980                                                      |                                                           | 1 261                                                     |                                                           |
| 1985                                                                                             | 1985                                                      |                                                           | 1 122                                                     |                                                           |
| 1990                                                                                             | 1990                                                      |                                                           | 1 047                                                     |                                                           |
| 1995                                                                                             | 1995                                                      |                                                           | 980                                                       |                                                           |
| 2000                                                                                             | 2000                                                      |                                                           | 909                                                       |                                                           |
| Anm: Befolkning den 31 december enligt den administrativa indelningen den 1 januari följande år. |                                                           |                                                           |                                                           |                                                           |

## Series pastorum
Hietaniemi församlings första kyrkoherde var Carl Michael Stenborg, som utnämndes 11 juni 1878 och tillträdde sin post 1 maj 1879.
| Ämbetstid | Namn                    | Levnadstid | Övrigt                                      |
| --------- | ----------------------- | ---------- | ------------------------------------------- |
| 1879–1892 | Carl Michael Stenborg   | 1840–1920  | Utnämnd 11 juni 1878, tillträdde 1 maj 1879 |
| 1892–1903 | Anton Nyman             | 1849–1927  | Utnämnd 3 juni 1892, tillträdde 4 juli 1892 |
| 1903–1936 | Alexander Alexandersson | 1860-?     | Utnämnd 11 oktober 1902, tillträdde 1903    |
| 1936–1969 | Carl-Emanuel Bäckström  | 1903-?     |                                             |
| 1969–1993 | Nils Östen Tano         |            |                                             |
| 1994–2002 | Pekka Juhani Koskinen   |            |                                             |

### Komministrar i Hietaniemi
Övertorneå församling hade från 1637 en komminister stationerad i Hietaniemi. Tjänsten ersattes 1878 av den nya kyrkoherden i Hietaniemi församling.
| Ämbetstid | Namn                              | Levnadstid   | Övrigt                                                                                  |
| --------- | --------------------------------- | ------------ | --------------------------------------------------------------------------------------- |
| 1609–1614 | Marcus Amundi                     | ?            |                                                                                         |
| 1629–1631 | Thomas                            | ?            | [ 15 ]                                                                                  |
| 1637–1639 | Nicolaus Nicolai Ulopolitanus     | ca 1605–1676 | Senare kyrkoherde i Övertorneå församling                                               |
| 1639–1645 | Samuel Simonis Myliander          | ca 1610–1645 | Hade även uppsikt över Kemi lappmark                                                    |
| 1637–1670 | Isacus Clementis Curtilius        | ?–1670       |                                                                                         |
| 1670–1675 | Johannes Tornberg                 | 1640–1717    | Senare kyrkoherde i Övertorneå församling                                               |
| 1675–1717 | Anundus Isaci Curtilius           | ca 1650–1717 |                                                                                         |
| 1718–1743 | Isak Johansson Tornberg           | 1677–1743    |                                                                                         |
| 1745–1754 | Olaus Isaksson Grape              | 1719–1754    | Utnämnd 16 mars 1745, tillträdde senare samma år                                        |
| 1757–1786 | Isak Isaksson Tornberg            | 1721–1786    | Befullmäktigad komminister 28 januari 1756, tillträdde 1757                             |
| 1788–1822 | Erik Burman                       | 1762–1833    | Utnämnd 16 maj 1787, tillträdde 1 maj 1788; senare kyrkoherde i Karl Gustavs församling |
| 1822–1823 | Jacob Johan Grape                 | 1792–1823    | Utnämnd och tillträdde i september 1822 som ordinarie komminister                       |
| 1824–1857 | Carl Gustaf Wijkström             | 1800–1887    | Avsatt 1857                                                                             |
| 1850–1855 | Adolf Sjöding                     | ?            | Uppehöll tjänsten istället för Carl Gustaf Wijkström                                    |
| 1863–1866 | Axel Stenborg                     | 1836–1866    | Utnämndes och tillträdde 21 maj 1863. Avled i maj 1866.                                 |
| 1866–1878 | Tjänsten uppehölls på förordnande |              |                                                                                         |

## Kyrkor
- Hietaniemi kyrka